# Ottaviano di Paoli de’ Conti di Segni
Ottaviano di Paoli de’ Conti di Segni (* im 12. Jahrhundert in Rom; † 29. Januar 1234 ebenda) war ein italienischer Kardinal.

## Leben
Ottaviano entstammte der italienischen Adelsfamilie der Conti. Er empfing die Weihe zum Subdiakon und wirkte anschließend als Auditor an der Römischen Rota. Er war um das Jahr 1200 (möglicherweise auch 1206 oder 1216) Vorstand des päpstlichen Haushalts als Camerlengo. Papst Innozenz III., sein Cousin, erhob ihn 1205 zum Kardinaldiakon mit der Titeldiakonie Santi Sergio e Bacco. Ottaviano Conti nahm an der Papstwahl 1216 teil, bei der Honorius III. auf den Stuhl Petri erhoben wurde. Im Jahr 1221 war er Kardinalprotodiakon. Er wurde Legat in den Marken und nahm an der Papstwahl 1227 teil, nach der er den neuen Papst Gregor IX. krönte. Am 28. Juni 1228 unterschrieb er eine päpstliche Bulle mit dem Titel Santi Pietro e Paolo, der ansonsten unbekannt ist.